# From the Rough
Pour plus de détails, voir Fiche technique et Distribution.
From The Rough est un film américain réalisé par Pierre Bagley et Michael J. Critelli, dont la sortie est programmée pour 2012.

## Synopsis
Ce drame sportif, est inspiré de l'histoire vraie de Catana Stark (jouée par Taraji P. Henson), une ancienne entraîneuse de baignade de Tennessee, qui est devenue la première femme à avoir entraîné un groupe d'étudiants golfeurs. Avec passion, elle a pris un groupe indiscipliné d'enfants mal assortis du monde entier et les a guidés à un record historique au Championnat Minoritaire Universitaire national PGA.

## Fiche technique
- Réalisation : Pierre Bagley
- Scénario : Pierre Bagley et Mike Critelli
- Producteur : Pierre Bagley, Michael J. Critelli et Kevin Hooks
- Musique originale : Darryl Swann
- Photographie : Giorgio Scali
- Pays de production :  États-Unis
- Langue : anglais
- Budget : environ $7 million

## Distribution
- Taraji P. Henson : Coach Catana Stark
- Tom Felton : Edward
- Michael Clarke Duncan : Roger
- LeToya Luckett : Stacey
- Henry Simmons : Kendrick Paulsen Jr.
- Justin Chon : Ji-Kyung
- Ben Youcef : Bassam